# Comstock (Nebraska)
Comstock es una villa ubicada en el condado de Custer en el estado estadounidense de Nebraska. En el Censo de 2010 tenía una población de 93 habitantes y una densidad poblacional de 102,89 personas por km².

## Geografía
Comstock se encuentra ubicada en las coordenadas 41°33′26″N 99°14′35″O / 41.55722, -99.24306. Según la Oficina del Censo de los Estados Unidos, Comstock tiene una superficie total de 0.9 km², de la cual 0.9 km² corresponden a tierra firme y (0%) 0 km² es agua.

## Demografía
Según el censo de 2010, había 93 personas residiendo en Comstock. La densidad de población era de 102,89 hab./km². De los 93 habitantes, Comstock estaba compuesto por el 97.85% blancos, el 0% eran afroamericanos, el 0% eran amerindios, el 0% eran asiáticos, el 0% eran isleños del Pacífico, el 1.08% eran de otras razas y el 1.08% pertenecían a dos o más razas. Del total de la población el 1.08% eran hispanos o latinos de cualquier raza.